# Ernest Grosber

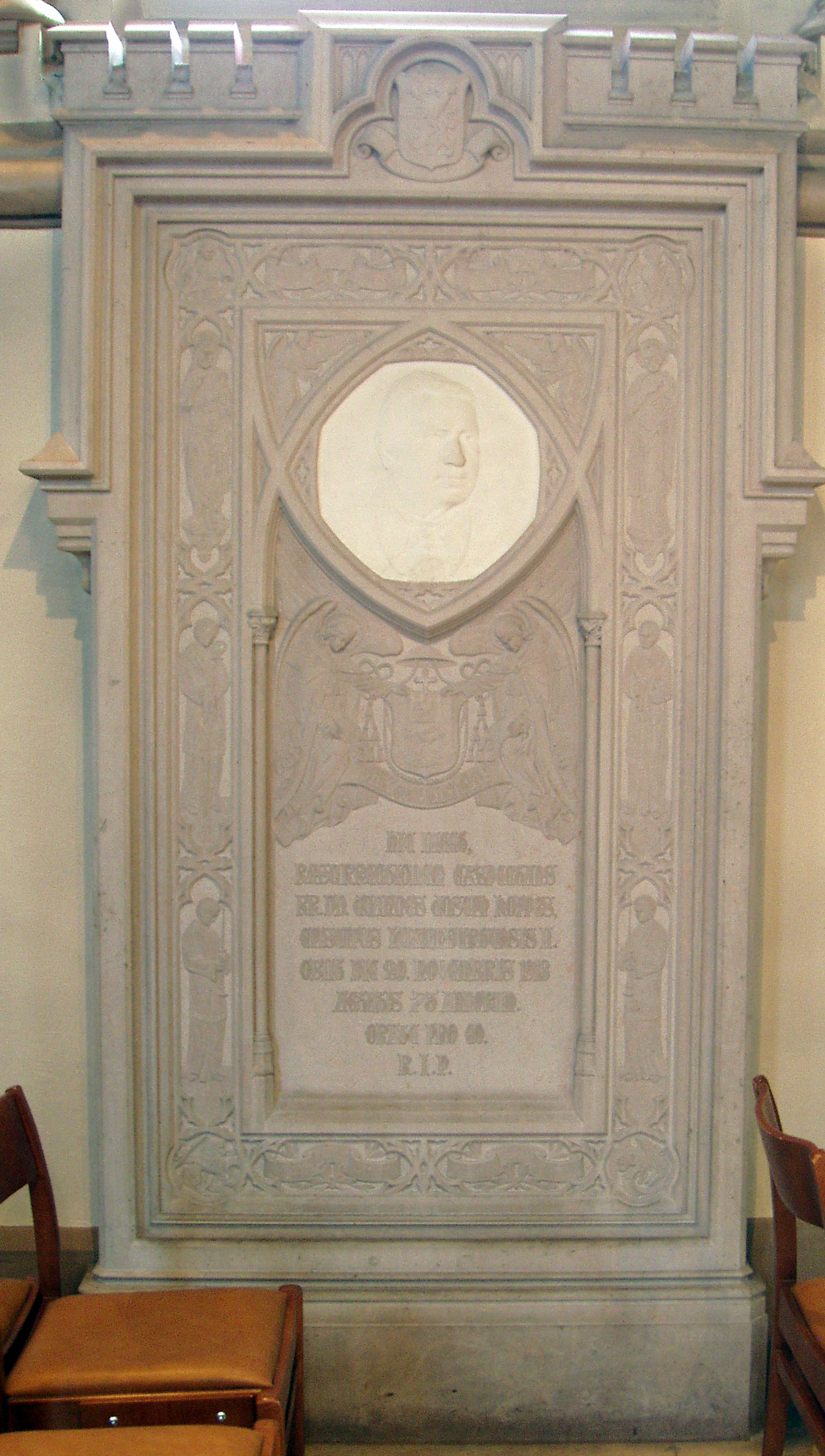
Epitaaf Koppes (1921)

Jean Ernest (Ernest) Grosber (Hamm, 19 april 1884 – Luxemburg-Stad, 30 augustus 1955) was een Luxemburgs beeldhouwer.

## Leven en werk
Ernest Grosber was een zoon van Mathias Grosber en Susanne Uselding. Hij werd geboren in Hamm, destijds een zelfstandige gemeente, sinds 1920 een van de stadsdelen van Luxemburg. Grosber werd opgeleid tot meesterbeeldhouwer. Hij trouwde met Agnès Kill (1891-1970).
Grosber maakte onder meer bouwbeeldhouwwerk en was bij diverse projecten betrokken, zoals de nieuwbouw van het kantoor van de Banque et Caisse d’Epargne de l’Etat van architect Jean-Pierre Koenig in Luxemburg-Stad (1910-1913) en het door Auguste Trémont ontworpen Mariaportaal van de kathedraal van Luxemburg (1935-1938). Samen met Aloyse Deitz, Albert Kratzenberg en Léon Nosbusch maakte hij voor het Luxemburgs paviljoen op de wereldtentoonstelling van 1937 in Parijs het reliëf Vue panoramique de la Ville de Luxembourg, naar een tekening van Pierre Blanc. In datzelfde jaar volgde hij Claus Cito op als lid van de officiële examencommissie voor de titel en het meestersdiploma in de uitoefening van het beroep van hout- en steenbeeldhouwer.
Ernest Grosber overleed op 71-jarig leeftijd en werd begraven op de Cimetière Notre-Dame in Limpertsberg.

## Enkele werken
- 1910-1913 beeldhouwwerk voor de Banque et Caisse d’Epargne de l’Etat, Luxemburg-Stad. Ook Jean Blaise en Jean-Baptiste Turping verzorgden beeldhouwwerk voor het gebouw, Jean Mich maakte de beelden van Mercurius en Fortuna aan weerszijden van de hoofdentree.
- 1921 uitvoering marmeren epitaaf voor Jean Joseph Koppes (1843-1918), bisschop van Luxemburg, in de kapel van Glacis.[6] Het monument werd ontworpen door architect Koenig, het reliëfportret geboetseerd door Jean-Baptiste Wercollier.
- 1924 beeldhouwwerk voor het mausoleum voor Franse soldaten op de Cimetière Notre-Dame.[7] De bronzen elementen werden vervaardigd door Michel Haagen.
- 1931-1932 uitvoering van Renert de Vos, met François Demuth, als bekroning van het door Jean Curot ontworpen Michel Rodange-monument aan de Place Guillaume II in Luxemburg-Stad.[8] Jean-Théodore Mergen maakte het medaillonportret van Rodange.
- 1935-1938 uitvoering van beeldhouwwerk, met Léon Nosbusch, voor het nieuwe Mariaportaal van de Luxemburgse kathedraal.[9]

- Musée national d'archéologie, d'histoire et d'art: lkl002268